# 미국 중부사령부
미국 중부사령부(United States Central Command)는 미국 국방부의 통합전투사령부로, 중동과 아프리카의 이집트, 중앙아시아 지역을 담당하고 있다. 플로리다주 탬파 맥딜 공군기지에 본부를 두고 있다.

## 역사

### 중부사령부의 편성
국방부는 신속전개합동태스크포스(RDJTF)를 재편성하여 1983년 1월 1일에 미국 중부사령부를 설립하였다. RDJTF에서 이어진 대응지역에 요르단과 홍해와 아라비아만이 더해졌다. 중부사령부를 통합전투사령부로 편성할 조직으로 쇼 공군기지의 제3군과 제9공군, 바레인 해군지원처의 미국 해군 중부사령부, 맥딜 공군기지의 미국 해병대 중부사령부와 중부특수작전사령부가 지정되었다.

### 이란-이라크 전쟁
1987년 5월 17일, 걸프만을 지나던 스타크 (FFG-31) 프리깃함이 이라크 공군의 전투기가 날린 에그조세 대함미사일에 피격되었다. 해군 중부사령부는 어니스트 윌 작전을 실행하여, 공군 조기경보기의 초계정찰 및 감시와 육군 헬리콥터의 탐색격멸 작전의 도움을 받으며 중동부대로 하여금 페르시아만을 지나는 쿠웨이트 유조선을 호위하도록 하였다.

### 걸프 전쟁
1990년 8월 유전을 설치한 것으로 이라크가 쿠웨이트를 침공하자, 조지 H. W. 부시 행정부는 곧바로 이라크에 대응하도록 미국 중부사령부 총사령관, H. 노먼 슈왈츠코프 대장에게 명령하였고, 그는 사우디아라비아를 방어하며 이라크를 공격할 준비를 갖추는 사막 방패 작전을 실행하였다. 세계 각지의 전력이 집결하였고, 유엔 안보이사결의안 제678호이 통과되는 영향으로 다국적연합군이 결성되었다. 1991년 1월 17일, 사막 폭풍 작전이 실행되어 척 호너 미국 공군 중장이 이끄는 연합항공군의 대규모 공습을 통해 이라크 공군으로부터 제공권을 장악하자, 2월 24일에 지상군 또한 대규모 기동 및 진격으로 단 삼일만에 바그다드를 점령하여 쿠웨이트를 해방하였다. 그리고 사흘째 되는 2월 28일에 마침내 정전을 맞이하였다.
걸프 전쟁을 끝으로 H. 노먼 슈왈츠코프 대장은 1991년 8월 9일에 미국 중부사령부 총사령관 직책에서 이임하면서 군복무에서 퇴역하였다.
다국적연합군은 이라크 남부와 북부에 각각 이라크 비행금지구역을 설정하였다. 미국, 영국, 프랑스, 사우디아라비아는 서남아시아 합동태스크포스(JTF SWA)를 창설하여 그중에서 남부 비행금지구역에서의 이라크의 활동을 감시하는 남부 정탐 작전을 실행하였으며, 2003년에 미국의 이라크를 침공할 때까지 이어졌다.

### 재편성
2008년 10월 1일, 국방부가 수단, 에피오티아, 지부티, 케냐, 소말리아가 속하는 아프리카 대륙을 집중적으로 담당하는 미국 아프리카 사령부를 설립하였다. 중부사령부의 대응지역에서 아프리카가 빠지게 되었으며, 아프리카의 뿔 작전, 이집트-미국 간의 브라이트 스타 작전 연습 등의 프로그램이 아프리카 사령부로 넘겨졌다.
2009년 8월 5일, 제9공군이 미국 공군 중부사령부로 재편성되고, 이전 이름만을 이어받은 제9공군이 쇼 공군기지에서 창설되었다.

### 테러와의 전쟁

#### 아프가니스탄 전쟁
2014년 12월 28일, 국제안보지원군의 활동이 공식적으로 종결되고 확고한 지원 임무로 중앙아시아에 대한 군사원조작전이 2015년 1월 1일부터 이어졌다.
트럼프 행정부는 2020년 11월 대통령 선거 이전에 주아프가니스탄 미군을 모두 철수시킬 것이라고 발표하였다.

#### 내재된 결단 작전
2014년 10월 17일, 미국 국방부는 이라크 레반트 이슬람 국가를 격멸하기 위해 쿠웨이트 캠프 아리프잔에 연합합동태스크포스 - 내재된 결단 작전(CJTF-OIR)을 설립하였다고 공식적으로 발표하였다.

## 편성

미국 중부 육군/제3군 (USARCENT) 사우스캐롤라이나주, 쇼 공군기지
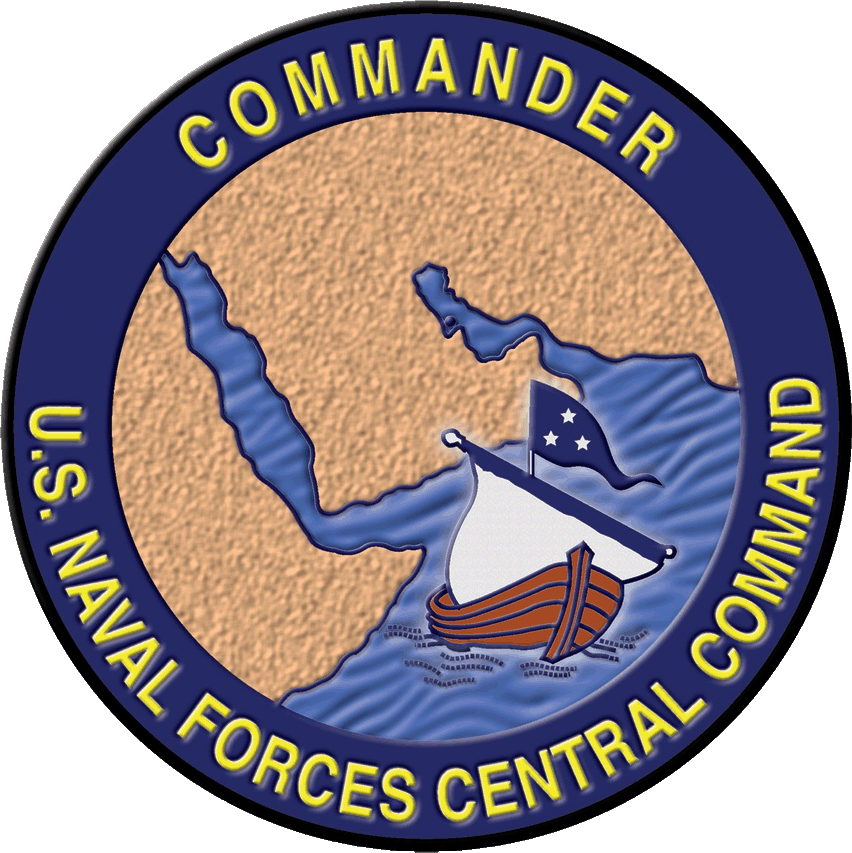
미국 해군 중부사령부 (USNAVCENT) 바레인, 바레인 해군기지
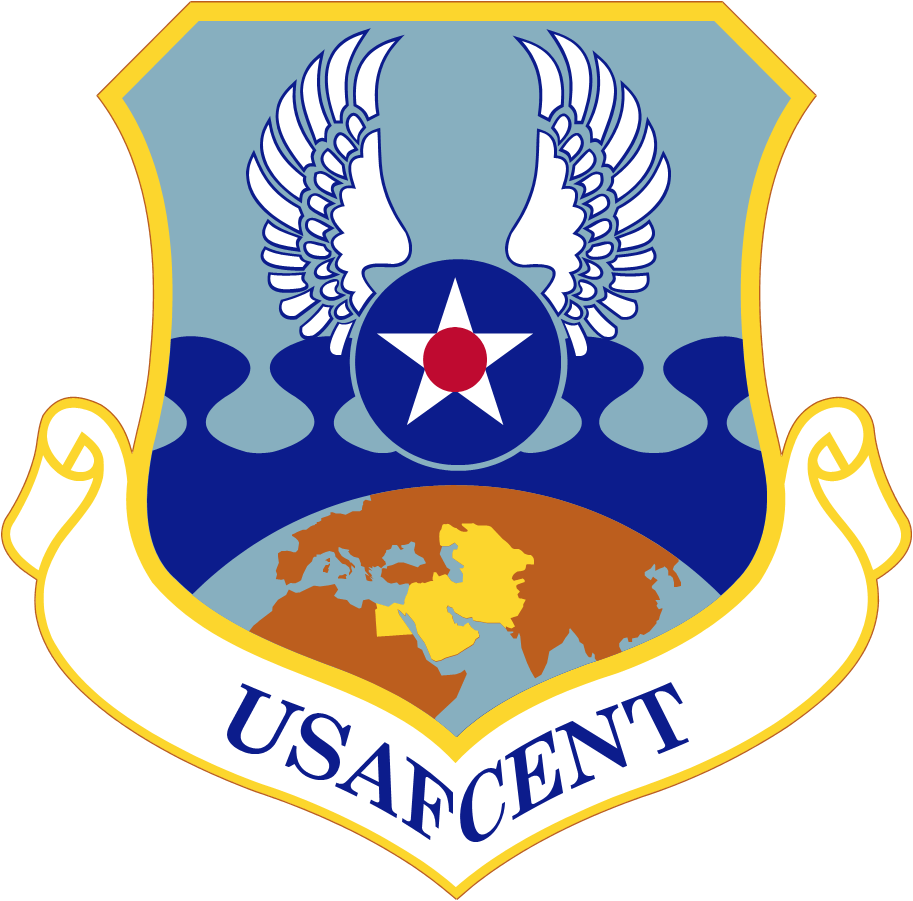
미국 공군 중부사령부 (USAFCENT) 사우스캐롤라이나주, 쇼 공군기지
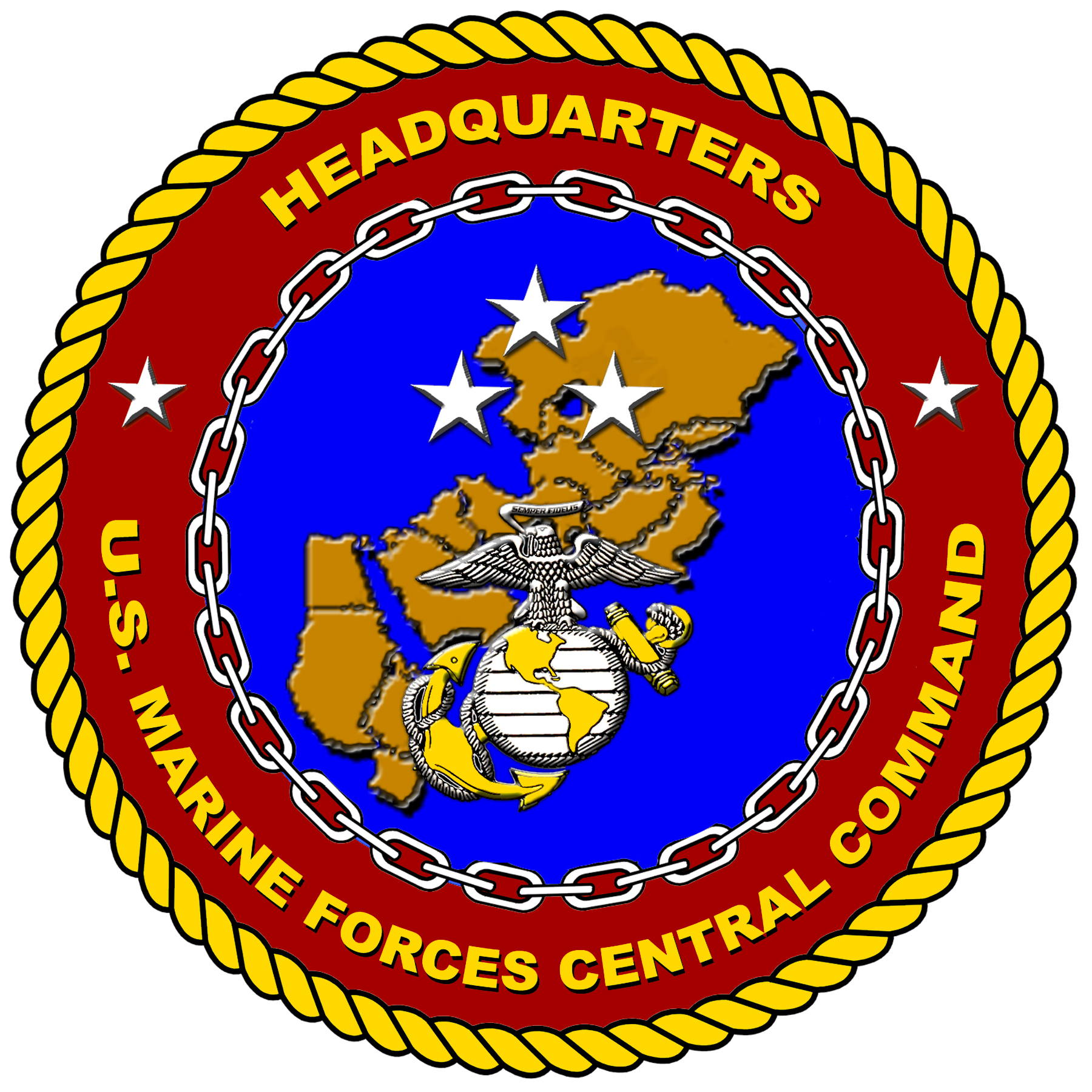
미국 해병대 중부사령부 (USMARCENT) 플로리다주, 맥딜 공군기지
중부특수작전사령부 (USSOCCENT) 플로리다주, 맥딜 공군기지
연합합동태스크포스 - 내재된 결단 작전 (CJTF-OIR)

### 이전
항구적 자유 작전 - 아프가니스탄
- 아프가니스탄 연합군사령부 (CFC-A); 2003년 11월
- 아프가니스탄 연합안보전이사령부 (CSTC-A); 2004년 4월
- 주아프가니스탄 미군(USFOR-A); 2009년 5월

이라크 자유 작전
- 동맹군지상구성군사령부(CFLCC); 2003년 3월 19 ~ 6월 14일, CJTF 7로 대채됨.
- CJTF 7; 2003년 6월 14일 ~ 2004년 5월 14일, 이라크 다국적(군/군단)으로 대채됨.
- 이라크 다국적군(MNF–I); 2004년 5월 14일 ~ 2009년 12월 31일, USF-I로 대채됨.
- 이라크 다국적군단(MNC–I); 2004년 5월 14일 ~ 2009년 12월 31일, USF-I로 대채
- 이라크 다국적안보전이사령부(MNSTC-I); 2004년 6월 ~ 2009년 12월 31일, USF-I로 대채됨.
- 주이라크 미군(USF-I), 2010년 1월 1일 ~ 2011년 12월 15일, 해체

태스크포스
- JTF 레바논; 2006년 8월 23일 ~ 2007년
- 연합합동태스크포스 - 아프리카의 뿔(CJTF-HOA) - 미국 아프리카 사령부로 이전됨; 2002년 10월 19일 ~ 2008년 9월 30일

## 전쟁 계획
- 개념 계획 (CONPLAN)
  - 1010, 2003년 7월
  - 1015-98, 한국을 위해 OPLAN 5027에 가능한 지원을 한다. 1991년 3월 15일
  - 1017, 1999년
  - 1020
  - 1067, 화학전에 대응.
  - CONPLAN 1100-95, 1992년 3월 31일
- 작전계획 (OPLAN)
  - 1002, 아라비아 반도 방어
- 그 외
  - 작전명령(OPORDER) 01-97, 무력 보호
  - SOCEUR SUPPLAN 1001-90, 1989년 5월 9일

## 전투/전쟁
- 어니스트 윌 작전 - 걸프 만에서 유조선 호위, 1987년 7월
- 프레잉 맨티스 작전 - 이란 해군에 대응, 1988년 4월
- 걸프 전쟁, 1990년 8월 2일 ~ 1991년 2월 28일
  - 사막 방패 작전 - 사우디 아라비아를 방위했다. 1990년 8월
  - 해상 요격 작전 - 이라크에 대한 엠바고 제재. 1990년 8월
  - 사막 폭풍 작전 - 이라크에게서 쿠웨이트를 해방시켰다. 1991년 1월
- 서던 와치 작전 - 이라크에 대한 제재 시행 1992년 8월
- 구호 제공 작전 - 소말리아와 케냐에서 기아 구호, 1992년 8월
- 희망 회복 작전 - 소말리아 구호를 위한 보안 노력, 1992년 11월
- 빌리언트 워리어 작전 - 이라크 전개 대응, 1994년 10월
- 연합 방패 작전 - UNOSOM II의 철수 지원, 1995년 2월
- 빌리언트 센티넬 작전 - 이라크 전개 대응, 1996년 8월
- 내재된 결단 작전 - 2014년 6월 15일 ~ 현재
- 확고한 지원 임무 - 아프가니스탄 정부를 도와서 중앙아시아 지역 안보를 재건한다. 2014년 12월 28일 ~ 현재

## 사령관
| #  | 사진 | 군별        | 성명                    | 취임일           | 이임일           | 비고               |
| -- | ---- | ----------- | ----------------------- | ---------------- | ---------------- | ------------------ |
| 1  |      | 육군 대장   | 로버트 킹스턴           | 1983년 2월 1일   | 1985년 11월 27일 |                    |
| 2  |      | 해병대 대장 | 조지 B. 크리스트        | 1985년 11월 27일 | 1988년 11월 23일 |                    |
| 3  |      | 육군 대장   | H. 노먼 슈왈츠코프      | 1988년 11월 23일 | 1991년 8월 9일   | 걸프 전쟁          |
| 4  |      | 해병대 대장 | 조지프 P. 호어          | 1991년 8월 9일   | 1994년 8월 5일   |                    |
| 5  |      | 육군 대장   | J. H. 빈포드 페이 3세   | 1994년 8월 5일   | 1997년 8월 13일  |                    |
| 6  |      | 해병대 대장 | 앤서니 지니             | 1997년 8월 13일  | 2000년 7월 6일   |                    |
| 7  |      | 육군 대장   | 토머스 프랭크스         | 2000년 7월 6일   | 2003년 7월 7일   |                    |
| 8  |      | 육군 대장   | 존 아비자이드           | 2003년 7월 7일   | 2007년 3월 16일  |                    |
| 9  |      | 해군 제독   | 윌리엄 J. 펠론          | 2007년 3월 16일  | 2008년 3월 28일  |                    |
| -  |      | 육군 중장   | 마틴 E. 뎀프시          | 2008년 3월 28일  | 2008년 10월 31일 | 대리               |
| 10 |      | 육군 대장   | 데이비드 H. 페트라우스  | 2008년 10월 31일 | 2010년 8월 11일  |                    |
| -  |      | 해병대 중장 | 존 R. 엘런              | 2010년 7월 30일  | 2010년 8월 1일   | 대리               |
| 11 |      | 해병대 대장 | 제임스 매티스           | 2010년 8월 11일  | 2013년 3월 22일  | 제26대 국방부 장관 |
| 12 |      | 육군 대장   | 로이드 오스틴           | 2013년 3월 22일  | 2016년 3월 30일  | 제28대 국방부 장관 |
| 13 |      | 육군 대장   | 조지프 보텔             | 2016년 3월 30일  | 2019년 3월 28일  |                    |
| 14 |      | 해병대 대장 | 케네스 F. 맥켄지 주니어 | 2019년 3월 28일  | 재임중           |                    |

## 스트리머
| 스트리머         | 내역                              | 명령서                                                         |
| ---------------- | --------------------------------- | -------------------------------------------------------------- |
| 합동우수부대표창 | 1990년 8월 2일 ~ 1991년 4월 21일  | 육군부 일반명령 제1991-22호, 제1992-34                         |
| 합동우수부대표창 | 1992년 8월 1일 ~ 1993년 5월 4일   | 육군부 일반명령 제1994-12호, 제1996-01호                       |
| 합동우수부대표창 | 1994년 10월 8일 ~ 1995년 3월 16일 | 육군부 일반명령 제2001–25호                                    |
| 합동우수부대표창 | 1996년 9월 1일 ~ 1997년 1월 6일   | 합동참모부 영구명령 J-ISO-0012-97                              |
| 합동우수부대표창 | 1997년 10월 1일 ~ 1998년 7월 15일 | 합동참모부 영구명령 J-ISO-0241-98                              |
| 합동우수부대표창 | 1998년 7월 16일 ~ 1999년 11월 1일 | 육군부 일반명령 제2001–25호, 합동참모부 영구명령 J-ISO-0330-99 |
| 합동우수부대표창 | 1999년 11월 2일 ~ 2001년 3월 15일 |                                                                |
| 합동우수부대표창 | 2001년 9월 11일 ~ 2003년 5월 1일  | 육군부 일반명령 제2005–09호                                    |
| 합동우수부대표창 | 2003년 5월 2일 ~ 2005년 12월 31일 |                                                                |
| 합동우수부대표창 | 2006년 1월 1일 ~ 2008년 3월 1일   | 합동참모부 영구명령 J-ISO-0061-08                              |
| 합동우수부대표창 | 2008년 3월 2일 ~ 2010년 7월 1일   |                                                                |
| 합동우수부대표창 | 2010년 7월 2일 ~ 2012년 7월 31일  |                                                                |

## 참고

### 인용
1. ↑  이진숙 (1992년 8월 26일). “미국 이라크 남부 비행금지구역 선포, 이라크에 최후통첩”. MBC 뉴스. 2020년 1월 11일에 확인함.
2. ↑  “Joint Task Force-Southwest Asia”. 《globalsecurity.org》 (영어). 2020년 1월 11일에 확인함.
3. ↑  Courtney Kube; Carol E. Lee (2019년 12월 15일). “Trump admin intends to announce withdrawal of about 4,000 troops from Afghanistan” (영어). NBC News. 2020년 1월 11일에 확인함.

### 자료
- “U.S. Central Command History” (영어). U.S. Central Command Public Affairs Office. 2016년 3월 30일. 2020년 1월 11일에 확인함.
- Cordesman, Anthony (1998년 8월). “USCENTCOM Mission and History”. Center for Strategic and International Studies. 2015년 11월 23일에 원본 문서 (PDF)에서 보존된 문서. 2015년 12월 11일에 확인함.